# حسين أباد (دابوي الجنوبي)
حسین أباد (بالفارسية: حسین‌آباد) هي قرية تقع في إيران في قسم دابوي الجنوبی الريفي. يقدر عدد سكانها بـ 185 نسمة .